# 石黒聖也
石黒 聖也（いしぐろ せいや、1999年2月12日 - ）は、日本の男子バレーボール選手である。

## 来歴
埼玉県入間市出身｡ 高校で入る部活を考えていた時、友達に誘われたことがきっかけでバレーボールを始める｡
所沢西高等学校に進学し、中央学院大学では関東大学リーグやインカレでプレー。 
2020年、V.LEAGUE DIVISION2 MEN（V2男子）に所属する東京ヴェルディに加入。
2024-25シーズンはチームキャプテンを務める。

## 所属チーム
- 所沢西高等学校（2013-2016年）
- 中央学院大学（2016-2020年）
- 東京ヴェルディ（2020年-）